# Epidemia de dengue de 2019-2020 en Surinam
La epidemia de dengue en Surinam inició en 2019, en dicho año se registró 86 casos confirmados y para el siguiente año tenía registrado 157 casos confirmados.

## Cronología

### Enero de 2019
El 19 de enero se registraron 26 casos confirmados en Paramaribo, los cuales fueron puestos en confinamiento.
El 29 de enero el gobierno reconoció la presencia del virus dengue en el país, pidió a la población mantener la calma.

### Enero de 2020
El 20 de enero se registró otros 26 casos confirmados. Las autoridades iniciaron una limpieza en toda la ciudad de Paramaribo.
El 21 de enero el gobierno de Surinam activo la «fase de alarma».

### Marzo de 2020
El 22 de marzo Minouche Bromet, director del Servicio de Salud Pública (BOG por sus siglas en neerlandés) informó que «las cifras para el número de positivos para 2020 ya son mucho más que para todo el año 2019, pero los informes ahora son bastante estables después de un pico en enero y principios de febrero de 2020».

### Abril de 2020
El 17 de abril la  Agencia de Salud Pública de Surinam redujo la «fase de alarma» a «fase de alerta», se prepararon clínicas especiales para posibles contagios de dengue de paso.